# 枞阳县
枞阳县位于中华人民共和国安徽省中南部、长江北岸，是铜陵市下辖的一个县。境内有名胜浮山，林壑幽静。区域总面积为1,470.45平方公里。

## 历史
西周时为宗子国；汉武帝元封五年（前106年）置枞阳县，属庐江郡；隋开皇十八年（598年）改同安县，属同安郡；唐至德二年（757年）改桐城县。
1949年2月18日，划桐城东、南乡，庐江、无为两县少量地区设制桐庐县，县治初设项铺镇，后移汤家沟；1951年2月24日更名湖东县；1955年7月1日更名为枞阳县，先属安庆专区、安庆地区，后属安庆市。
2015年，国务院批复同意对安徽省部分行政区划进行调整，将安庆市枞阳县划归铜陵市管辖。

## 人口
根据枞阳县第七次全国人口普查结果，现将2020年11月1日零时全县人口的基本情况公布如下：全县常住人口为469051人，与2010年枞阳县第六次全国人口普查的695698人相比，减少226647人，下降32.58%，年均下降3.87%。

## 地理

### 地貌
枞阳属著名的庐（江）枞（阳）火山岩盆地。中生代以来的构造运动奠定了地貌，形成了北高南低，中部低平，低山丘陵岗冲相间，滨江环湖，分4个亚区，丘陵、湖泊、平原依次排列的格局：
- 东北部低山区：三公山为最高峰（674.9米），其他高于400米的低山有拔茅山、龙王尖、黄梅尖等，外围多为400米左右的丘陵。
- 西北部低丘岗地平原区：除西北隅岱鳌山（245米）、东南面浮山（165米）和南端低丘外，大面积系黄土形成的漫岗，地面超伏较小。
- 中西部丘陵冲区：该区濒临菜子湖，西北邻低丘岗地平原区，北界低山区，南、东与江湖洲圩平原区相连。
- 东南部江湖洲圩平原区：长江绕县境自西南至东北环行，连城、白荡、陈瑶、枫沙等湖沿长江内侧平行分布，是优质棉产区。

### 水文
枞阳属长江流域水系，境内陈瑶湖、白荡湖、菜子湖、和“两赛”（神灵赛湖、羹脍赛湖）4个水系，河网密度0.22公里/平方公里。流域面积：白荡湖为775平方公里，陈瑶湖为183.3平方公里，菜子湖为397.5平方公里，“两赛”为68.5平方公里。境内河流纵横，水系发达。 

### 气候
属北亚热带湿润气候区，四季分明、日照充足、热量丰富、雨量充沛、无霜期长。年均气温16．5℃，年均降水量1326.5毫米，冬季降水少，夏季（梅雨季）雨量集中，约占全年的40％。年均日照数2065.9小时，无霜期251天。东北风为主导风向，年均风速3.2米/秒。 

## 行政区划
枞阳县下辖15个镇、4个乡：
枞阳镇、𠙶山镇、汤沟镇、横埠镇、项铺镇、钱桥镇、麒麟镇、义津镇、浮山镇、会宫镇、官埠桥镇、钱铺镇、金社镇、白柳镇、雨坛镇、白梅乡和枞阳经济开发区。

## 交通
- 237国道、 347国道过境。

## 文化

### 历史名人
桐城派主要代表人物方苞、刘大櫆、姚鼐。

### 方言
方言系汉语江淮官话黄孝片的安庆话。